# Roger Paquin
Pour les articles homonymes, voir Paquin.
Roger Paquin, né le 24 juillet 1947 à Montréal, est un homme politique québécois (Canada) ancien député provincial péquiste pour la circonscription de Saint-Jean.

## Biographie

### Premières années
Avant de se lancer en politique, Roger Paquin obtient plusieurs diplômes, soit un baccalauréat ès arts en 1967, un baccalauréat ès sciences en biologie en 1970, une maîtrise en didactique des sciences de l'Université de Montréal en 1972, un certificat en Cognitive style mapping du Oakland Community College (Michigan) en 1977 puis une attestation en gestion de projets de l'Université du Québec à Trois-Rivières en 1984.
Il devient ensuite professeur de biologie au Cégep Saint-Jean-sur-Richelieu de 1973 à 1976 puis de 1978 à 1994. Il occupe ensuite le poste de professionnel à la Direction générale de l'enseignement collégial au ministère de l'Éducation du Québec en 1977 et en 1978. Il œuvre également au sein de quelques entreprises : de 1987 à 1989, il est président-directeur général de Cogestral inc. et en 1988, il cofonde Micrograin inc.
Roger Paquin s'implique aussi au sein de la communauté d'affaires et d'organisations communautaires de  sa région, où il est notamment membre du conseil d'administration du Cégep Saint-Jean-sur-Richelieu de 1976 à 1982, membre fondateur de la Coalition pour la paix du Haut-Richelieu en 1986, directeur, vice-président puis secrétaire de la Chambre de commerce du Haut-Richelieu, de 1986 à 1988, président du Salon agroalimentaire du Haut-Richelieu en 1987. De 1991 à 1993, il est membre du bureau national du Parti québécois, puis membre du comité national de la plate-forme électorale du Parti québécois en 1994.

### Carrière politique
Roger Paquin fait son entrée à l'Assemblée nationale du Québec en tant que député de la circonscription de Saint-Jean, fonction qu'il occupe de 1994 à 2003. Au cours de sa carrière politique, il occupe les fonctions d'adjoint parlementaire au ministre responsable de la région de la Montérégie de 1996 à 1998, de secrétaire régional pour la région de la Montérégie de 1996 à 1998, de président de la Section du Québec de l'Association parlementaire du Commonwealth de 2001 à 2003, d'adjoint parlementaire au ministre de l'Environnement en 2001, d'adjoint parlementaire au ministre de l'Environnement et de l'Eau de 2001 à 2002 et de vice-président de la Commission de l'éducation en 2002 et 2003.

### Après la politique
Après s'être retiré de la vie publique, Roger Paquin retourne à l'enseignement de la biologie au Cégep Saint-Jean-sur-Richelieu, et ce, de 2003 à 2007.